# Comedia en el puente
Comedia en el puente (título original en checo, Veselohra na mostě) es una ópera en un acto con música de Bohuslav Martinů y libreto en checo del compositor, basado en la comedia de Václav Kliment Klicpera. Se estrenó en la Radio Checa, Praga el 18 de marzo de 1937.  
La primera representación escénica fue en el Hunter College, Ciudad de Nueva York el 28 de mayo de 1951, a la que acudió el compositor y que recibió un premio para la "mejor nueva ópera" del círculo de críticos musicales de Nueva York.  Martinů arregló tres números de la ópera en una "Pequeña Suite" para orquesta de cámara, incluyendo piano.

## Grabación
- Supraphon: Jarmila Krátká, René Tuček; Orquesta de la época Janáček de Brno; František Jílek, director.